# Przegląd Morski
Przegląd Morski – polski miesięcznik o tematyce wojskowej.
Miesięcznik ukazywał się w latach 1928-1939 z inicjatywy komendanta Szkoły Podchorążych Marynarki Wojennej w Toruniu kmdr. dypl. Stefana Frankowskiego. Obecnie redaktorem naczelnym jest kmdr ppor. Mariusz Konarski, a miesięcznik jest wydawany przez Redakcję Wojskową.
Ukazało się 125 zeszytów tego pisma. Obecny „Przegląd Morski” nie kontynuuje numeracji swojego przedwojennego poprzednika.

## Redaktorzy naczelni
- kmdr dypl. Stefan Frankowski (1928-1929)
- kmdr ppor. Karol Korytowski (1929-1933)
- kmdr por. Tadeusz Morgenstern-Podjazd (1933-1935)
- por. mar. Olgierd Żukowski (1935-1939)

## Digitalizacja
Część numerów periodyku Przegląd Morski została poddana digitalizacji. Dokumenty z okresu międzywojennego dostępne są w Bałtyckiej Bibliotece Cyfrowej.